# Il viaggiatore di prima classe
 Il viaggiatore di prima classe (in russo  Пассажир 1-го класса ?, Passažir 1-go klassa) è un racconto di Anton Čechov, pubblicato per la prima volta nel 1886.

## Trama
Impero Russo. Due signori, sconosciuti l'uno all'altro, viaggiano in treno su un vagone di prima classe. Il primo viaggiatore, reduce da un lauto pasto nella carrozza-ristorante, comincia a parlare della celebrità col suo compagno di viaggio. Afferma di aver desiderato, in gioventù, ottenere la celebrità e la gloria: si è pertanto applicato duramente negli studi, è diventato ingegnere e si è interessato inoltre di chimica organica: ha progettato decine di ponti, grandi acquedotti, ha scritto monografie, il suo nome è registrato sui trattati universitari, è stato nominato consigliere di Stato, ma il suo nome, Krikounov, è ignoto anche fra gli individui colti non specialisti. Il suo nome divenne noto in passato solo a causa di un suo legame amoroso con una cantante. Il giorno in cui si recò a Pietroburgo per ritirare un prestigioso premio, in compagnia della sua amante, i giornali diedero un certo spazio all'arrivo in città della cantante, relegando la notizia del riconoscimento accademico in un articolo di poche righe in cui peraltro il suo cognome era riportato in modo scorretto. La celebrità è riservata invece ai campioni dello sport e perfino ai pregiudicati. 
L'altro viaggiatore chiede allora all'ingegner Krikounov se gli è noto il cognome "Puškov". Al diniego dell'ingegnere, l'altro viaggiatore risponde che è il proprio cognome: è professore universitario, autore di numerose pubblicazioni e trattati, membro da decenni dell'Accademia russa delle scienze.

## Edizioni in lingua italiana
- Anton Čechov, «Anima cara». In: Racconti; traduzione di Agostino Villa, Vol. I, Torino: Einaudi, 1950
Contiene: Il duello; Incubo; In carretta; Il consigliere segreto; Ragazzi; Arte; Ssst!...; Il racconto di uno sconosciuto; Donne del popolo; Nel cantuccio natio; Vagnka; Beltà femminili; Il reparto n.6; Durante la settimana santa; Dušečka; La villa con mezzanino; Villanuova; La mia vita; Grisha; Il viaggiatore di prima classe; L'opera d'arte; Dalle memorie di un uomo impulsivo; alle memorie di un uomo irascibile; Martiri; Vigilia di quaresima; La sirena; Il camaleonte; Il professore di belle lettere; Ariadna; Un bacio
- Anton Čechov, Racconti e novelle; a cura di Giuseppe Zamboni; introduzione di Emilio Cecchi; appendice critica a cura di Maria Bianca Gallinaro, Vol. I, Coll. I grandi classici stranieri, Firenze: G. C. Sansoni, 1954-55
- Anton Pavlovič Čehov, Caccia tragica: racconti (1886-1888), a cura di Eridano Bazzarelli, Coll. I grandi scrittori di ogni paese, Serie russa, Tutte le opere di Čechov, Milano: Mursia, 1963
- Anton Čechov, Tutti i racconti; introduzione e traduzione di Alfredo Polledro, Milano: Biblioteca Universale Rizzoli, 1975

## Critica
Il racconto fu creato nell'agosto 1886, quando l'autore era ventiseienne. Fu pubblicato sul numero 3765 della rivista Tempi nuovi (in russo Новое время?, Novoe vremâ) del 23 agosto 1886, pagine 2-3.
Come altri racconti umoristici giovanili di Čechov, anche questo è pervaso da un certo «tono pessimistico» per cui, secondo Ettore Lo Gatto, «non si sa cosa sia più importante per lo scrittore, se la situazione comica da lui quasi afferrata nell'aria, o l'abisso di vuoto e di tristezza che è dietro di essa».